# Bulbophyllum remiferum
Bulbophyllum remiferum là một loài phong lan thuộc chi Bulbophyllum.